# Handwörterbuch des Postwesens
Das Handwörterbuch des Postwesens ist ein Fachlexikon mit Begriffen aus dem Bereich des Postwesens.
Neben kurzen Erklärungen gibt es auch mehrseitige Aufsätze über spezielle Postthemen. Des Weiteren enthält das Standardwerk auch postgeschichtliche und länderspezifische Abhandlungen. Da die Bücher im Auftrag der Deutschen Reichspost bzw. später von der Deutschen Bundespost herausgegeben wurden, liegt der Schwerpunkt der Themen auf den Eigenschaften der deutschen Post.
Bereits bei der Erstauflage wurde auf das Fernmeldewesen verzichtet und ein eigenes Handwörterbuch des elektrischen Fernmeldewesens herausgegeben.

## Buchausgaben

### Erste Auflage
Die erste Auflage mit 167 Abbildungen erschien 1927 in Berlin im Verlag von Julius Springer. Das Vorwort ist auf den Oktober 1926 datiert und das „Verzeichnis der Mitarbeiter“ nennt 31 Namen.
Die Herausgeber waren:
- Wilhelm Küsgen, Ministerialdirektor im Reichspostministerium,[1]
- Paul Gerbeth, Ministerialrat im Reichspostministerium,[1]
- Heinrich Herzog, Präsident der Oberpostdirektion Frankfurt (Oder),[1]
- Laurenz Schneider, Postrat in Berlin,[1]
- Gerhard Raabe, Postdirektor in Berlin.[1]

### Zweite Auflage
Die zweite völlig umgearbeitete Auflage mit 827 Seiten und 170 Abbildungen wurde im März 1953 in Frankfurt am Main vom Bundesministerium für das Post- und Fernmeldewesen herausgegeben und in der Bundesdruckerei gedruckt. Das Werk gibt den Stand vom 1. Januar 1953 wieder.
Bearbeitet von:
- Hans Rackow, Ministerialdirektor a. D.
- Gerhard Lapp, Ministerialdirektor
- Ludwig Kämmerer, Ministerialdirigent
- Wolfgang Breithaupt, Ministerialrat a. D.
- Gotthard Lowag, Ministerialrat

#### Erster Nachtrag zur zweiten Auflage
Im September 1956 erschien der „1. Nachtrag zur 2. Auflage“ mit Stand vom Anfang des Jahres sowie Neuregelungen zum 1. April 1956. Dieser enthält auf 196 Seiten aktualisierte Informationen und 20 Abbildungen. Der Nachtragband ist in zwei Kapitel und einen Anhang unterteilt:
- Abteilung I: Änderungen und Ergänzungen der im Hauptband enthaltenen Artikel; S. 9–133
- Abteilung II: Neue Artikel; S. 137–174
- Anhang: Zeittafel zur Geschichte des Postwesens (Aufgestellt von Amtsrat Erwin Müller-Fischer); S. 175–196

### Dritte Auflage
Die dritte völlig neu bearbeitete Auflage sollte ab Juli 1971 in mehreren Bänden erscheinen. Es erschien aber nur der „1. Band A–F“ mit 733 Seiten. Der Druck erfolgte bei der Bundesdruckerei in Berlin. Redaktionell wurde die dritte Auflage von Bernhard Friedmann und Werner Knabe betreut.
Herausgegeben wurde das Werk von:
- Hans Steinmetz, Staatssekretär a. D.

unter Mitwirkung von:
- Friedrich-Hans Bethmann, Ministerialdirektor
- Josef Busch, Ministerialdirektor
- Josef Distel, Ministerialdirektor
- Gerhard Dürig, Ministerialdirektor
- Ulrich Engel, Ministerialdirektor a. D.
- Reinhold Meyer, Präsident des Posttechnischen Zentralamtes (PTZ)
- Herbert Schneider †, Ministerialdirektor

Unter den weiteren Mitarbeitern findet sich auch Helmut Pfister, der spätere Präsident des PTZ.

## Ähnliche Bücher
- Handwörterbuch des elektrischen Fernmeldewesens